# Oleg Konsztantyinovics Antonov
Oleg Konsztantyinovics Antonov (oroszul: Олег Константинович Антонов; Troici, 1906. február 7. – Kijev, 1984. április 4.) orosz származású szovjet gépészmérnök, repülőgéptervező. Az Antonov tervezőiroda alapítója, 1984-es haláláig annak vezetője és főkonstruktőre volt.
Az Orosz Birodalomban, a Moszkvai kormányzóság Podolszki járásának Troicij nevű falujában született. 1922-től Szaratovban élt. 1915-ben iratkozott be a szaratovi reáliskolába, ahol két évet végzett el. Ezt követően a szaratovi gimnáziumban tanult 1922-ig. 1923-tól a Légiflotta Barátainak Társaság Szaratovi kormányzósági szervezete vitorlázórepülő részlegének felelős titkára volt.
1965-ben egyike volt annak a 77 aláírónak, akik nyílt levélben tiltakoztak az ukrán értelmiségiek elleni megtorlások ellen; Vaszil Sztusz fogsága idején pedig segítette a költő családját.